# Заберезово
Забере́зово (рос. Заберёзово, ерз. Заберезова) — село у складі Краснослободського району Мордовії, Росія. Входить до складу Куликовського сільського поселення.
Населення — 119 осіб (2010; 133 у 2002).
Національний склад (станом на 2002 рік):
- мокшани — 81 %